# Devade dubia
Devade dubia is een spinnensoort in de taxonomische indeling van de kaardertjes (Dictynidae).
Het dier behoort tot het geslacht Devade. De wetenschappelijke naam van de soort werd voor het eerst geldig gepubliceerd in 1934 door Lodovico di Caporiacco.